# Море нашої надії
«Море нашої надії» (рос. Море нашей надежды) — радянський драматичний фільм 1971 року режисера Георгія Овчаренка та з Романом Громадським і Валентиною Титовою в головних ролях, прем'єра якого відбулася 6 серпня 1971 року.

## Сюжет
Капітан радянського корабля отримав сигнал про допомогу від іноземного судна, на якому почалася пожежа. Та не тільки у морі йому доводиться вирішувати, здавалося б, найскладніші проблеми. Те, з чим важче впоратися, залишилося на суші. Стосунки з коханою, зіткнення з керівництвом.

## Акторський склад
- Роман Громадський — капітан Андрій Петрович Гринько
- Валентина Титова — Ольга
- Борис Зайденберг — Степан Миронович Павлюк
- Лесь Сердюк — Егор Гай
- Ліна Бракніте — Таня
- Олександр Березняк — Петрохін
- Гіві Тохадзе — Гіві Вахтангович Махарадзе
- Світлана Тихомирова — Валентина
- Лена Буткевич — Катя
- Володимир Балон — судовий лікар
- Леопольд Бегун — бізнесмен
- В'ячеслав Вінник — моряк
- Олександр Гай — капітан
- Юрій Дубровін — радист
- Констянтин Забелін — капітан
- Гелена Івлієва — Люся
- Степан Крилов — сивий капітан

Також Володимир Маренков, Геннадій Нілов, Віктор Плотніков, Олександр Разін, Євген Філатов, Іраклій Хізанішвілі, Іван Дмітрієв, Семен Крупник, Валентин Кулік, Віктор М'ягкий, Анатолій Обухов, Сергій Простяков, Аркадій Свідерський, Анатолій Скороход, Олександр Стародуб та Ігор Шелюгін виконали епізодичні ролі.